# 소비함수

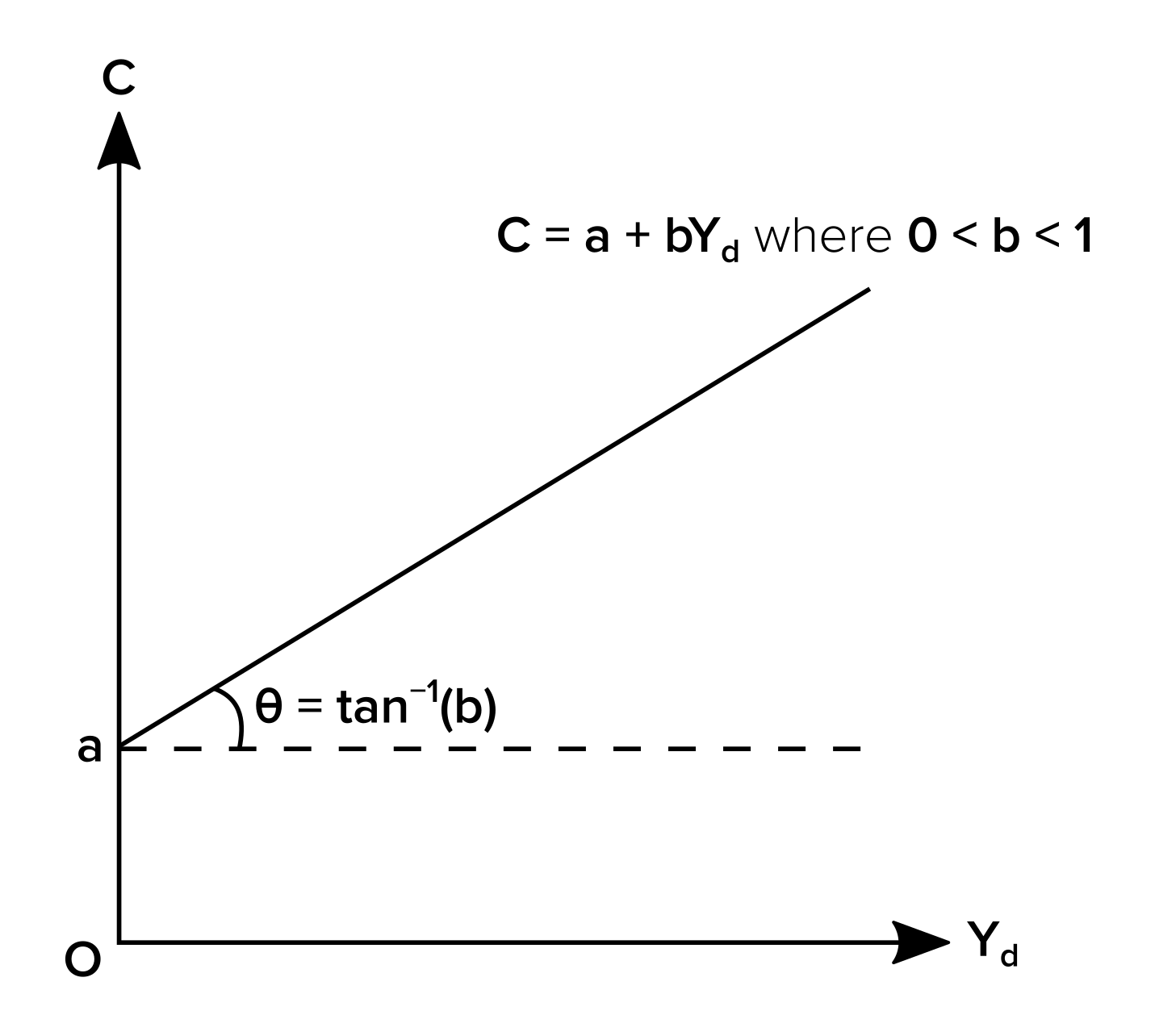
소비함수를 그림으로 표현한 모습.

소비함수(消費函數, consumption function)란 소비지출의 수준을 국민소득수준과 관련지은 함수를 말한다. 케인스(J. M. Keynes)는 소비는 소득과 함께 변화하지만, 소비의 움직임이 소득보다는 완만하다고 하였으며, 이를 '기본적 심리법칙'이라 하여 소비의 소득에 대한 관계를 분석하는 길을 열었다. 즉, 사회의 소비지출은 주로 사회의 가처분소득(假處分所得)에 의하여 결정되는데, 이렇게 소비가 가처분소득에 관계되는 표를 '소비성향(消費性向)' 또는 '소비함수', 때로는 '의도된 소비표'라고 부른다. 소비가 가처분소득의 함수라는 것을 수식으로 표시하면, 가 된다. 여기에서는 실질총소비를 말하며,는 실질종가처분소득을 뜻한다. 소비함수가 선형(線型)의 경우에는 가 된다. 여기에서는 한계소비성향(marginal propensity to consume：MPC)이라고 하며,는 가처분소득이 일 때의 소비수준을 의미한다.

## 같이 보기
- 총수요
- 절대소득가설
- 항상소득 가설